# Nova Iguaçu
Nova Iguaçu, amtlich Município de Nova Iguaçu, ist eine Großstadt im brasilianischen Bundesstaat Rio de Janeiro. Die Bevölkerung wurde zum 1. Juli 2016 auf 797.435 Einwohner geschätzt. Das Gemeindegebiet umfasst 524 km². Sie ist damit die viertgrößte Stadt im Bundesstaat. Sie gehört zur Metropolregion Rio de Janeiro und  zur Baixada Fluminense, einer Reihe von Vorstädten von Rio mit insgesamt etwa 3 Millionen Einwohnern.
Zum Stadtgebiet gehören auch fast 200 km² Urwald der Mata Atlântica, sowie Teile der unter strengem Schutz stehenden Reserva Biológica do Tinguá und das Schutzgebiet der Serra de Madureira, die unter UNESCO-Schutz stehen.
1960 wurde in der Stadt das römisch-katholische Bistum Nova Iguaçu errichtet. Seine Hauptkirche ist die Kathedrale Santo Antônio de Jacutinga.

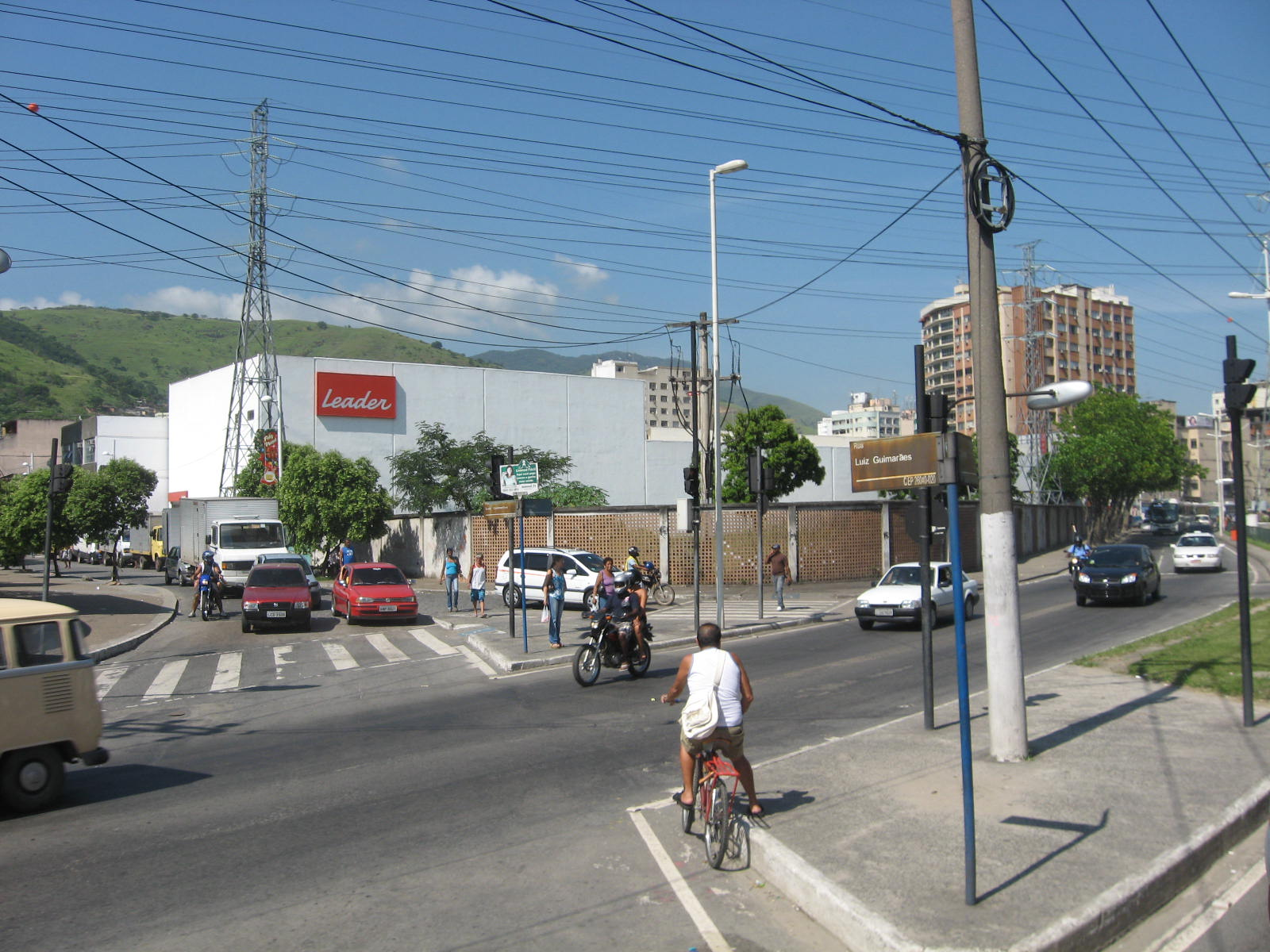
Zentrum von Nova Iguaçu

## Söhne und Töchter
- Vanderlei Luxemburgo (* 1952), Fußballtrainer
- Zinho (* 1967), Fußballspieler
- Nilze Carvalho (* 1969), Mandolinistin, Cavaquinhospielerin, Sängerin und Komponistin
- Milton Camilo (* 1970), Tänzer, Choreograph, Dramaturg und Maler
- Fábio de Jesus (* 1976), Fußballspieler
- Ana Paula Maia (* 1977), Schriftstellerin
- Deivid (* 1979), Fußballspieler
- Cléber Schwenck Tiene (* 1979), Fußballspieler
- Luiz Renato Viana da Silva (* 1982), Fußballspieler
- Eric (* 1985), Fußballspieler
- Gustavo Apis (* 1999), Fußballspieler
- Chayenne da Silva (* 2000), Leichtathletin